# Ingrid Daubechies
Baronessa Ingrid Daubechies (ur. 17 sierpnia 1954 w Houthalen-Helchteren) – belgijska fizyczka i matematyczka. Najbardziej znana jest z pracy nad falkami w kompresji obrazu.

## Kariera naukowa
Daubechies jest znana z badań nad metodami matematycznymi, które usprawniają technologię kompresji obrazu. W 1994 wygłosiła wykład plenarny na Międzynarodowym Kongresie Matematyków. Jest członkiem National Academy of Engineering, National Academy of Sciences oraz American Academy of Arts and Sciences. Jest stypendystką MacArthura z 2002 roku. Zasiadała również w jury ds. nauk matematycznych o nagrodę Infosys w latach 2011-2013. 
Jej nazwisko jest związane m.in. z ortogonalną falką Daubechies oraz biortogonalną falką Cohena-Daubechies-Feauveau (CDF). Falka z tej rodziny jest obecnie używana w standardzie JPEG 2000.
Badania Daubechies dotyczą wykorzystania automatycznych metod z dziedzin matematyki, techniki i biologii do wydobywania informacji (ekstrakcji cech) z próbek takich jak kości i zęby. Opracowała również zaawansowane techniki przetwarzania obrazu, które pomogły ustalić autentyczność i wiek niektórych dzieł sztuki, w tym obrazów Vincenta van Gogha i Rembrandta.
Daubechies zasiada w radzie nadzorczej programu Enhancing Diversity in Graduate Education (EDGE), który pomaga kobietom rozpocząć studia magisterskie w zakresie nauk matematycznych. Jest pierwszą kobietą, która została prezesem Międzynarodowej Unii Matematycznej (2011-2014). Daubechies została członkiem Academia Europaea w 2015 roku.
W 2023 otrzymała Nagrodę Wolfa w dziedzinie matematyki. 
W styczniu 2025 prezydent Joe Biden nadał jej National Medal of Science.

## Publikacje
- Ten Lectures on Wavelets. Philadelphia: SIAM. 1992.